# Газопровод (посёлок, Москва)
Газопрово́д — посёлок в Новомосковском административном округе Москвы поселения Сосенское. До 1 июля 2012 года входил в состав Ленинского района Московской области. С 8 мая 2024 г. входит в состав новообразованного района города Москвы Коммунарка.
В п. Газопровод, д.101 корп.1 находится корпоративный Музей магистрального транспорта газа ООО «Газпром трансгаз Москва».

## Расположение
Посёлок находится по левой стороне Калужского шоссе, в 3,5 км за МКАД. Граничит с посёлком Коммунарка, расположенным южнее.

## История
Посёлок Газопровод возник рядом с производственной площадкой Московского управления магистрального управления (сегодня ООО «Газпром трансгаз Москва») в 1951 году в связи с вводом в эксплуатацию магистрального газопровода «Дашава-Киев-Брянск-Москва». Конечным пунктом этого газопровода был контрольно-распределительный пункт — КРП-10, необходимый для снижения давления, учёта и одоризации газа перед подачей его в газовые сети Мосгаза.
К середине 50-х гг. в поселке строятся первые 2-х этажные жилые дома («сталинки») для газовиков, а также здание конторы газотранспортного предприятия (ныне здание Музея магистрального транспорта газа).
В 1954 году в связи с реорганизацией газотранспортного предприятия и образованием Подмосковного районного управления из п. Развилка в п. Газопровод переезжает на постоянное место жительства часть газовиков 7-го районого управления магистрального газопровода «Саратов — Москва».
В 1955 году территория производственной площадки в п. Газопровод стала конечным маршрутом очередного магистрального газопровода — «Тула-Москва», по которому в столицу поступал искусственный газ (получаемый из угля) с Щекинского газового завода. На КРП-10 искусственный газ смешивался с природным и поступал в сети Мосгаза.
В декабре 1956 года состоялось торжественное мероприятие и зажжён газовый факел в связи с введением в эксплуатацию крупнейшего на тот момент в Европе магистрального газопровода «Ставрополь-Москва» (I-я нитка). На мероприятии присутствовали строители газопровода, руководители органов власти столицы, а также министр строительства предприятий нефтяной промышленности СССР А.К. Кортунов.
В 1975 году в посёлок Газопровод из центра Москвы переезжает административный аппарат газотранспортного предприятия «Мострансгаз» (с марта 2008 года — ООО «Газпром трансгаз Москва»), который находится здесь до 2019 г.
В 1994—2006 гг. посёлок Газопровод является центром Сосенского сельского округа. В это время здесь находится администрация поселения.
В 1996 году построен и введён в эксплуатацию современный административно-деловой центр, в котором находятся офисы компании «Мострансгаз» и «Межрегионгаз».
В 1999 году из поселка, в связи с реконструкцией, переносится в район п. Ватутинки контрольно-распределительный пункт (КРП-10).
С 1 июля 2012 года посёлок Газопровод, ранее находившийся в составе Ленинского района Московской области, входит в состав Новой Москвы.
В декабре 2016 году открыт корпоративный Музей магистрального транспорта газа ООО «Газпром трансгаз Москва».
В 2020 году к Проектируемому проезду N 812 примыкает часть трассы «МКАД-Остафьево».
22 июня 2022 года на территории уличной экспозиции Музея магистрального транспорта газа открыт памятник Герою Социалистического Труда, генеральному директору газотранспортного предприятия «Мострансгаз» (1973—1985 гг.) Сафронову Анатолию Ивановичу.
15 апреля 2024 года на территории Музея магистрального транспорта газа открыт очередной памятник генеральному директору ПО «Мострансгаз» (1985—2002 гг.) А. Н. Козаченко Александру Николаевичу.
15 мая 2024 г. в результате административно-территориальной реформы посёлок Газопровод входит в состав района Коммунарка.

## Население
Согласно Всероссийской переписи, в 2002 году в посёлке проживало 2115 человек (944 мужчины и 1171 женщина).
| 2002 | 2006  | 2010  |
| ---- | ----- | ----- |
| 2115 | ↘2106 | ↗2443 |

## Примечательные здания
В посёлке нет нумерации домов по улицам, нумерация является сквозной по посёлку.
Проектируемый проезд № 812 является главной проезжей частью посёлка.
- Дома № 1-3 — «сталинки» 1953—1954 гг.
- Дом № 15 — МЧС (на месте бывшей администрации поселения Сосенское с лета 2016 года).
- Дом № 16 — Библиотека № 261
- Дом № 17 — Диспетчерская служба УК.
- Дом № 19 — Детский сад «Золотой петушок».
- Дом № 20А — Ресторан «Барбарис»
- Дом № 101 — Деловой центр ПАО «Газпром» (ООО «Газнадзор», ООО «Газпром газобезопасность», ООО «Газпром межрегионгаз Москва», ООО «Газпром авиа»).
- Дом 101 корп.1 — Музей магистрального транспорта газа ООО «Газпром трансгаз Москва».
- Дом 101А — Спортивно-оздоровительный комплекс (СОК).
- На территории промышленной площадки расположены филиалы ООО «Газпром трансгаз Москва»:
  - Инженерно-технический центр.
  - Московское линейно-производственное управление магистральных газопроводов.
  - Управление технологического транспорта и специальной техники.
  - Управление эксплуатации зданий и сооружений.

В п. Газопровод находятся ЖК «Новая звезда» и «Свобода».

## Транспорт
Остановка на границе посёлка имеется у множества автобусных маршрутов, следующих по Калужскому шоссе.
Непосредственно в посёлок заходит автобусный маршрут № 882 и № С19.
В пешей доступности (2 км) находится станция метро «Ольховая».
С 2020 года к посёлку примыкает новая трасса «МКАД — Остафьево».